# Hadronyche flindersi
Hadronyche flindersi är en spindelart som först beskrevs av Gray 1984.  Hadronyche flindersi ingår i släktet Hadronyche och familjen Hexathelidae.
Artens utbredningsområde är Sydaustralien. Inga underarter finns listade i Catalogue of Life.